# Копитов Володимир Миколайович
Володимир Миколайович Копитов (біл. Уладзімір Мікалаевіч Капытаў; нар. 25 вересня 1965, Гомель, Гомельська область) — білоруський борець греко-римського стилю, бронзовий призер чемпіонату світу, триразовий срібний та бронзовий призер чемпіонатів Європи, учасник двох Олімпійських ігор. Заслужений майстер спорту Республіки Білорусь з греко-римської боротьби.

## Життєпис
Боротьбою почав займатися з 1977 року. Виступав за Спортивний клуб профспілок, Гомель. Тренер — Володимир Фрейдін — з 1978, Григорій Козовський — з 1982. Переможець Кубка СРСР (1987). Третій призер Спартакіади народів СРСР (1986), переможець молодіжної першості СРСР (1985).
Закінчив Білоруський державний університет фізичної культури. Після закінчення спортивної кар'єри перейшов на тренерську роботу. Старший тренер національної кадетської збірної Білорусі.

## Спортивні результати на міжнародних змаганнях

### Виступи на Олімпіадах
| Змагання                    | Збірна   | Вагова категорія                 | Місце |
| --------------------------- | -------- | -------------------------------- | ----- |
| Літні Олімпійські ігри 1996 | Білорусь | греко-римська боротьба, до 74 кг | 14    |
| Літні Олімпійські ігри 2000 | Білорусь | греко-римська боротьба, до 69 кг | 17    |

### Виступи на Чемпіонатах світу
| Змагання                        | Збірна   | Вагова категорія                 | Місце  |
| ------------------------------- | -------- | -------------------------------- | ------ |
| Чемпіонат світу з боротьби 1994 | Білорусь | греко-римська боротьба, до 74 кг | 7      |
| Чемпіонат світу з боротьби 1995 | Білорусь | греко-римська боротьба, до 74 кг | 8      |
| Чемпіонат світу з боротьби 1997 | Білорусь | греко-римська боротьба, до 69 кг | 21     |
| Чемпіонат світу з боротьби 1999 | Білорусь | греко-римська боротьба, до 69 кг | Бронза |

### Виступи на Чемпіонатах Європи
| Змагання                         | Збірна   | Вагова категорія                 | Місце  |
| -------------------------------- | -------- | -------------------------------- | ------ |
| Чемпіонат Європи з боротьби 1994 | Білорусь | греко-римська боротьба, до 74 кг | Срібло |
| Чемпіонат Європи з боротьби 1995 | Білорусь | греко-римська боротьба, до 74 кг | Бронза |
| Чемпіонат Європи з боротьби 1996 | Білорусь | греко-римська боротьба, до 74 кг | Срібло |
| Чемпіонат Європи з боротьби 1997 | Білорусь | греко-римська боротьба, до 76 кг | 15     |
| Чемпіонат Європи з боротьби 1998 | Білорусь | греко-римська боротьба, до 69 кг | Срібло |

### Виступи на інших змаганнях
| Змагання                           | Збірна   | Вагова категорія                 | Місце  |
| ---------------------------------- | -------- | -------------------------------- | ------ |
| Гран-прі Німеччини з боротьби 1993 | Білорусь | греко-римська боротьба, до 74 кг | Срібло |
| Тестовий турнір FILA 1998          | Білорусь | греко-римська боротьба, до 69 кг | Бронза |
| Гран-прі Німеччини з боротьби 1998 | Білорусь | греко-римська боротьба, до 69 кг | Срібло |